# Ренді Едвіні-Бонсу
Ренді Едвіні-Бонсу (англ. Randy Edwini-Bonsu, нар. 20 квітня 1990, Кумасі) — канадський футболіст, що грав на позиції нападника. Виступав за низку канадських і закордонних клубів, а також національну збірну Канади.

## Клубна кар'єра
Ренді Едвіні-Бонсу народився 1990 року в місті Кумасі в Гані, проте ще в дитинстві перебрався з родиною в Канаду. Розпочав займатися футболом у юнацькій команді канадського клубу «Саутвест Юнайтед», пізніше грав у юнацькій команді французького клубу «Мец». У 2008 році Едвіні-Бонсу повернувся до Канади, де розпочав грати в команді USL «Ванкувер Вайткепс», в якій грав до 2010 року.
У 2011 році нападник ганського походження перейшов до фінського клубу «АС Оулу», але ще цього року перейшов до німецького клубу «Айнтрахт» (Брауншвейг), у складі якого грав до кінця 2013 року. Згодом з 2014 по 2018 рік канадський футболіст грав у складі інших німецьких команд «Штутгартер Кікерс», «Аален», «Гомбург» та «Теніс Боруссія».
У 2019 році Ренді Едвіні-Бонсу став гравцем канадської команди «Едмонтон», у складі якої в цьому році футболіст завершив виступи на футбольних полях.

## Виступи за збірні
У 2006 році Ренді Едвіні-Бонсу дебютував у складі юнацької збірної Канади, загалом на юнацькому рівні взяв участь у 15 іграх, відзначившись 2 забитими голами.
Протягом 2008—2011 років футболіст грав у складі молодіжної збірної Канади. На молодіжному рівні зіграв у 6 офіційних матчах, забив 3 голи.
У 2010 році Едвіні-Бонсу дебютував у складі національної збірної Канади. У складі збірної був учасником розіграшу Золотого кубка КОНКАКАФ 2013 року. Загалом протягом кар'єри в національній команді, в якій грав до 2015 року, провів у її складі 10 матчів, забивши один гол.